# The Look of Love (песня Мадонны)
«The Look of Love» (с англ. — «Взгляд любви») — песня американской певицы Мадонны, записанная для саундтрека к фильму «Кто эта девчонка?». Была выпущена в качестве третьего и последнего сингла с альбома 25 ноября 1987 года. Песня написана самой Мадонной, источником вдохновения для создания стала игра Джеймса Стюарта в фильме «Окно во двор».
Песня начинается с медленной минусовки, в которой звучат басовая линия и ударные инструменты, а затем вступает вокал Мадонны. Критиками песня была отмечена как «жемчужина» всего альбома. Песня смогла достичь топ-10 чартов Бельгии, Ирландии, Нидерландов и Великобритании. А также она попала в чарты во Франции, Германии и Швейцарии, достигнув топ-20 в одиночном разряде European Hot 100 Singles. Вживую песня исполнялась Мадонной только в туре Who’s That Girl World Tour.

## Участники записи
- Мадонна — автор песни, вокал, продюсер
- Патрик Леонард — автор песни, продюсер, сведение
- Шеп Петтибон — сведение, дополнительная продукция
- Джуниор Васкес — звукорежиссёр по сведению, редактирование аудио
- Стив Пек — звукорежиссёр по сведению
- Донна Де Лори — бэк-вокал
- Ники Харис — бэк-вокал

## Список композиций
- Germany / UK 7" Single[1]

1. «The Look of Love» — 4:01
2. «I Know It» — 4:12

- Germany / UK 12" Single[2]

1. «The Look of Love» — 4:01
2. «I Know It» — 4:12
3. «Love Don't Live Here Anymore» — 4:47

## Чарты
| Чарт (1987-88)                              | Пиковая позиция |
| ------------------------------------------- | --------------- |
| Бельгия/Фландрия (Ultratop 50)              | 10              |
| Европа (Billboard European Hot 100 Singles) | 17              |
| Франция (SNEP)                              | 23              |
| Германия (GfK)                              | 34              |
| Исландия (RÚV)                              | 15              |
| Ирландия (IRMA)                             | 6               |
| Нидерланды (Dutch Top 40)                   | 12              |
| Нидерланды (Single Top 100)                 | 8               |
| Швейцария (Schweizer Hitparade)             | 20              |
| Великобритания (OCC UK Singles)             | 9               |